# Уейшъ-1/2
Уейшъ (китайски: 卫士 - „пазител“) е серия от китайски самоходни залпови ракетни установки. Разработени са от Съчуан Аероспейс Индъстри Корпорейшън и са предназначени за износ, но няма получени поръчки. Установките все още не са влезли на въоръжение в китайската армия, но се очаква скоро да бъдат приети и да заменят остаряващата артилерийска техника от съветско време. Заради изключително голямата си далекобойност се разглежда вариантът да бъдат евтина алтернатива на китайските ракети с малък обсег, които изискват много повече средства за поддръжка.

## УШ-1
Уейшъ-1 е разработена в края на 80-те години и тествана през 1990 година. Макар изпитанието да е успешно, установката не впечатлява китайското военно командване и не е произвеждана в големи количества. Системата има четири 302-мм ракетни тръби. Ракетата има обсег от 100 км, а Уейшъ-1Б - 180 км. Един батальон има следният състав:
- един команден камион с 4-членен екипаж;
- от 6 до 9 ракетни установки МФ-4, всеки с 3-членен екипаж;
- от 6 до 9 товарни камиона за ракети, всеки с 3-членен екипаж;
- един метеорологичен радар с 3-членен екипаж;
- от 40 до 60 допълнителни ракети.

Съществува вариант УШ-1Е, чийто ракети са с калибър 122 милиметра и обсег до 40 км.
Нито един от вариантите на УШ-1 не влиза в производство и не привлича купувачи.

## УШ-2
Уейшъ-2 е представена през 2004 след активно разработване в края на 90-те години. Установката има 6 ракетни тръби с калибър 400 мм и обсег от 200 км, достатъчен да удари Тайван. Всяка ракета е оборудвана с примитивна балистична насочваща система, за да се компенсира намалената точност при такъв голям обсег.

## Сравнителна таблица
| Система               | УШ-1   | УШ-1Б   | УШ-1Е    | УШ-2    |
| --------------------- | ------ | ------- | -------- | ------- |
| Калибър               | 302 мм | 302 мм  | 122 мм   | 400 мм  |
| Дължина на ракетата   | 4,74 м | 6,38 м  | 2,95 м   | 7,30 м  |
| Тегло на ракетата     | 524 кг | 725 кг  | 74 кг    | 1285 кг |
| Бойна глава           | 150 кг | 150 кг  | 18-22 кг | 200 кг  |
| Скорост               | М 4,2  | М 5,2   | н.д.     | М 5,6   |
| Мин. обсег            | 40 км  | 60 км   | 20 км    | 70 км   |
| Макс. обсег           | 100 км | 180 км  | 40 км    | 200 км  |
| Възможно отклонение   | 1%     | 1-1,25% | 0,83-1%  | <0,17%  |
| Време за презареждане | 20 мин | 20 мин  | н.д.     | 12 мин  |
| Ракетни тръби         | 4-8    | 4-8     | 40-50    | 6       |